# Xadrez bughouse
O Xadrez bughouse, também chamado de Xadrez da troca, Xadrez siamês, Xadrez Tandem é uma popular variante do xadrez praticado em dois tabuleiros por quatro enxadristas, divididos em duplas. As leis do xadrez são normalmente utilizadas exceto que a peça capturada em um tabuleiro é passada de um tabuleiro para o outro, onde o enxadrista tem a opção de colocar a peça em seu tabuleiro ao invés de realizar um movimento.
O jogo normalmente é praticado com o controle do tempo rápido e assim, junto com as trocas de peças e colocação no tabuleiro, deixam o jogo caótico para um observador casual, o que leva a variante a ser chamada de bughouse, que é uma gíria para hospitais psiquiátricos. O jogo é tradicionalmente praticado como um diversão do xadrez persa, entretanto vários torneios dedicados a variante tem sido organizados a níveis nacionais e internacionais.

## Regras
| a8 | b8 | c8 | d8 | e8 | f8 | g8 | h8 |
| a7 | b7 | c7 | d7 | e7 | f7 | g7 | h7 |
| a6 | b6 | c6 | d6 | e6 | f6 | g6 | h6 |
| a5 | b5 | c5 | d5 | e5 | f5 | g5 | h5 |
| a4 | b4 | c4 | d4 | e4 | f4 | g4 | h4 |
| a3 | b3 | c3 | d3 | e3 | f3 | g3 | h3 |
| a2 | b2 | c2 | d2 | e2 | f2 | g2 | h2 |
| a1 | b1 | c1 | d1 | e1 | f1 | g1 | h1 |

| a8 | b8 | c8 | d8 | e8 | f8 | g8 | h8 |
| a7 | b7 | c7 | d7 | e7 | f7 | g7 | h7 |
| a6 | b6 | c6 | d6 | e6 | f6 | g6 | h6 |
| a5 | b5 | c5 | d5 | e5 | f5 | g5 | h5 |
| a4 | b4 | c4 | d4 | e4 | f4 | g4 | h4 |
| a3 | b3 | c3 | d3 | e3 | f3 | g3 | h3 |
| a2 | b2 | c2 | d2 | e2 | f2 | g2 | h2 |
| a1 | b1 | c1 | d1 | e1 | f1 | g1 | h1 |

| a8 | b8 | c8 | d8 | e8 | f8 | g8 | h8 |
| a7 | b7 | c7 | d7 | e7 | f7 | g7 | h7 |
| a6 | b6 | c6 | d6 | e6 | f6 | g6 | h6 |
| a5 | b5 | c5 | d5 | e5 | f5 | g5 | h5 |
| a4 | b4 | c4 | d4 | e4 | f4 | g4 | h4 |
| a3 | b3 | c3 | d3 | e3 | f3 | g3 | h3 |
| a2 | b2 | c2 | d2 | e2 | f2 | g2 | h2 |
| a1 | b1 | c1 | d1 | e1 | f1 | g1 | h1 |

| a8 | b8 | c8 | d8 | e8 | f8 | g8 | h8 |
| a7 | b7 | c7 | d7 | e7 | f7 | g7 | h7 |
| a6 | b6 | c6 | d6 | e6 | f6 | g6 | h6 |
| a5 | b5 | c5 | d5 | e5 | f5 | g5 | h5 |
| a4 | b4 | c4 | d4 | e4 | f4 | g4 | h4 |
| a3 | b3 | c3 | d3 | e3 | f3 | g3 | h3 |
| a2 | b2 | c2 | d2 | e2 | f2 | g2 | h2 |
| a1 | b1 | c1 | d1 | e1 | f1 | g1 | h1 |

Na posição inicial, cada equipe é formada por dois jogadores que enfrentam adversários em tabuleiros separados. Uma equipe enfrenta o oponente com as brancas em um tabuleiro e com as pretas no outro. A dupla da mesma equipe sentam próximos um do outro de modo que possam trocar as peças capturadas durante o jogo. As leis do xadrez no que se refere a movimentação de peças são a mesma do xadrez. Uma vez que não existem regras internacionais para a prática da variante, existem muitas variações da regra entretanto as regras descritas a seguir estão de acordo com a Federação Americana de Xadrez, que utiliza as regras normalmente empregadas em servidores do jogo na internet.

### Captura das peças
Quando um jogador captura uma peça, imediatamente a passa para o colega de equipe. O colega então fica com a peça na reserva e pode, ao invés de fazer um movimento regular, colocá-la no tabuleiro. As peças reservas podem ser colocadas em qualquer casa vazia exceto naquelas que aplicam xeque ou xeque-mate. Entretanto, peões não podem ser colocadas na primeira ou última fileira. Os peões reservas podem ser promovidos, mas todos os peões promovidos retornam a ser peões quando capturados. Durante uma partida, um peão promovido pode ser colocado da peça para indicar a promoção.
Cada jogador deve manter as peças reservas em frente ao tabuleiro, visivel para todos os jogadores da partida.

### Relógio e a finalização de um movimento
O xadrez bughouse é normalmente jogado com um Relógio de xadrez para prevenir que os jogadores aguardem indefinidamente por uma peça. Os relógios são posicionados de modo que todos os jogadores possam ver ambos os relógios. No início da partida, os jogadores com as peças negras iniciam os relógios simultaneamente. O bughouse é normalmente praticado com o movimento por relógio, o que permite tocar as peças sem ter que obrigatoriamente movê-las, conforme as regras oficiais do xadrez. O movimento só é considerado completado quando o relógio é pressionado. A regra se aplica também as peças na reserva; elas são consideradas recolocadas após o contato ter sido feito com uma casa vazia.
A variante pode ser jogada sem o relógio também, mas normalmente existem regras para prevenir que um jogador aguarde por peças indefinidamente. Uma das regras utilizadas é que o jogador não pode atrasar seu movimento mais do que o parceiro leva para fazer três movimentos.

### Final da partida
A partida termina quando um dos jogos nos dois tabuleiros terminam, vencendo a dupla em que um jogador aplica o xeque-mate, ou o oponente desiste, perde no tempo ou quando realiza um movimento ilegal. A partida pode terminar empatada por acordo ou quando dois jogadores de equipes opostas perdem no tempo ou aplicam o xeque-mate simultaneamente. Dependendo das regras locais a repetição de três posições é aplicável, no qual as peças reservas não são levadas em consideração.
Alternativamente, quando a partida é encerrada em um tabuleiro, pode continuar no outro. Neste caso, as peças reservas podem ser colocadas, mas nenhuma peça nova surgirá. O resultado da partida é então decidido pela soma do placar dos dois tabuleiros.

### Comunicação
As duplas podem normalmente conversar durante a partida, podendo inclusive pedir pela captura de uma peça específica, por mais trocas, ou pedir para não capturar uma peça, embora não possa sugerir movimentos ou pedir ao parceiro que protele. Esta comunicação pode levar a sacrifícios que seriam considerados absurdos numa partida normal. Entretanto, os parceiros não podem fisicamente mexer no outro tabuleiro.

## Notação Algébrica
No Xadrez bughouse, quando uma peça é colocada se coloca a letra inicial da peça colocada em maiúsculo (com exceção do peão que é colocado nada), após isso é colocado a caractere @, e o nome da casa que ela foi colocada, lembrando quando falamos o nome de uma casa o nome da coluna é em minúsculo, e que a coluna é sempre colocada atrás da fileira, por exemplo @e2 está dizendo que um peão foi colocado em e2, C@f5 diz que um cavalo foi colocado em f5, e assim por diante
- quando uma peça é colocada com cheque se coloca a caractere +, assim como na notação algébrica do xadrez padrão, consequentemente, quando uma peça é colocada com cheque-mate, se coloca a caractere # ou ++

Isso se aplica no Xadrez crazyhouse também, já como as regras são quase idênticas

## Variantes
O bughouse possui muitas variantes especialmente no que se refere as regras que as peças são recolocadas no tabuleiro. Alguns exemplos incluem:
- As peças não podem ser colocadas aplicando o xeque ou xeque-mate. Esta variante é comum na Europa e algumas vezes é chamada de xadrez Tamdem.[6][7]
- As peças só podem ser colocadas na metade do tabuleiro do jogador que as controla.
- A partida continua até que ambos os jogos terminem.
- Os reis não estão sujeitos a xeque, a partida termina quando o Rei de um dos jogadores é capturado.
- Um Rei pode ser capturado e a partida continua até que todos os Reis de uma equipe sejam capturados.
- Os peões não podem ser recolocadas na sétima (e algumas vezes na sexta) fileira.
- Não há promoção dos peões, quando alcançam a oitava fileira permanecem como peões. Esta variaçã foi comum na austrália na década de 1980 e economiza ter que encontrar peças extras.
- Os peões podem ser colocados na primeira fileira.

É possível jogar apenas com dois jogadores (um por equipe) onde o jogador move os dois tabuleiros, de modo análogo as partidas simultâneas onde o jogo é chamado de simultânea de bughouse. Também pode ser jogado com apenas um relógio ao mover em cada tabuleiro numa ordem específica (Brancas A, Brancas B, Pretas B, Pretas A) e pressionando o relógio após cada movimento sendo esta variante adequada para partidas epistolares.